# 6-Stunden-Rennen von Spa-Francorchamps 2022

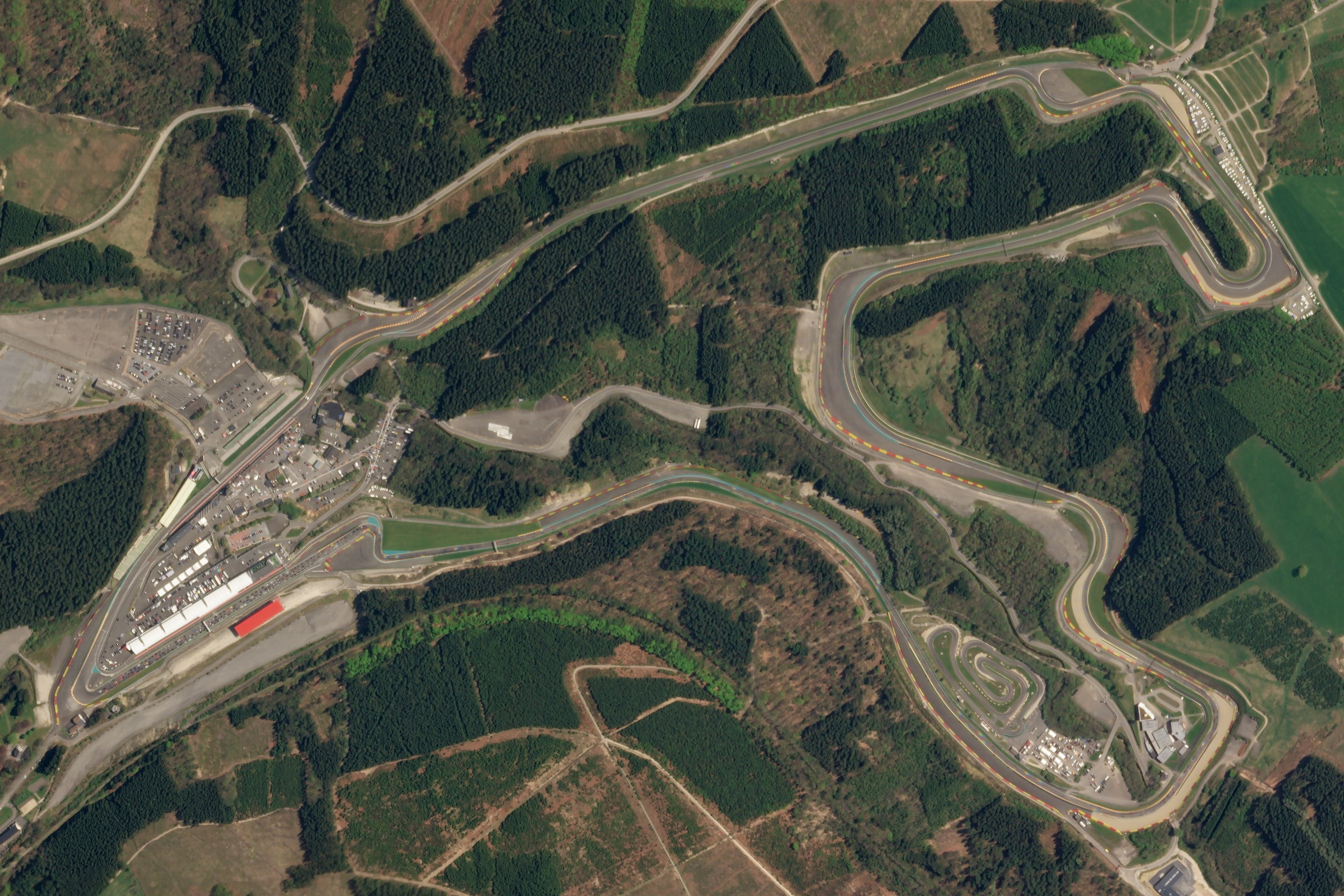
Luftaufnahme des Circuit de Spa-Francorchamps

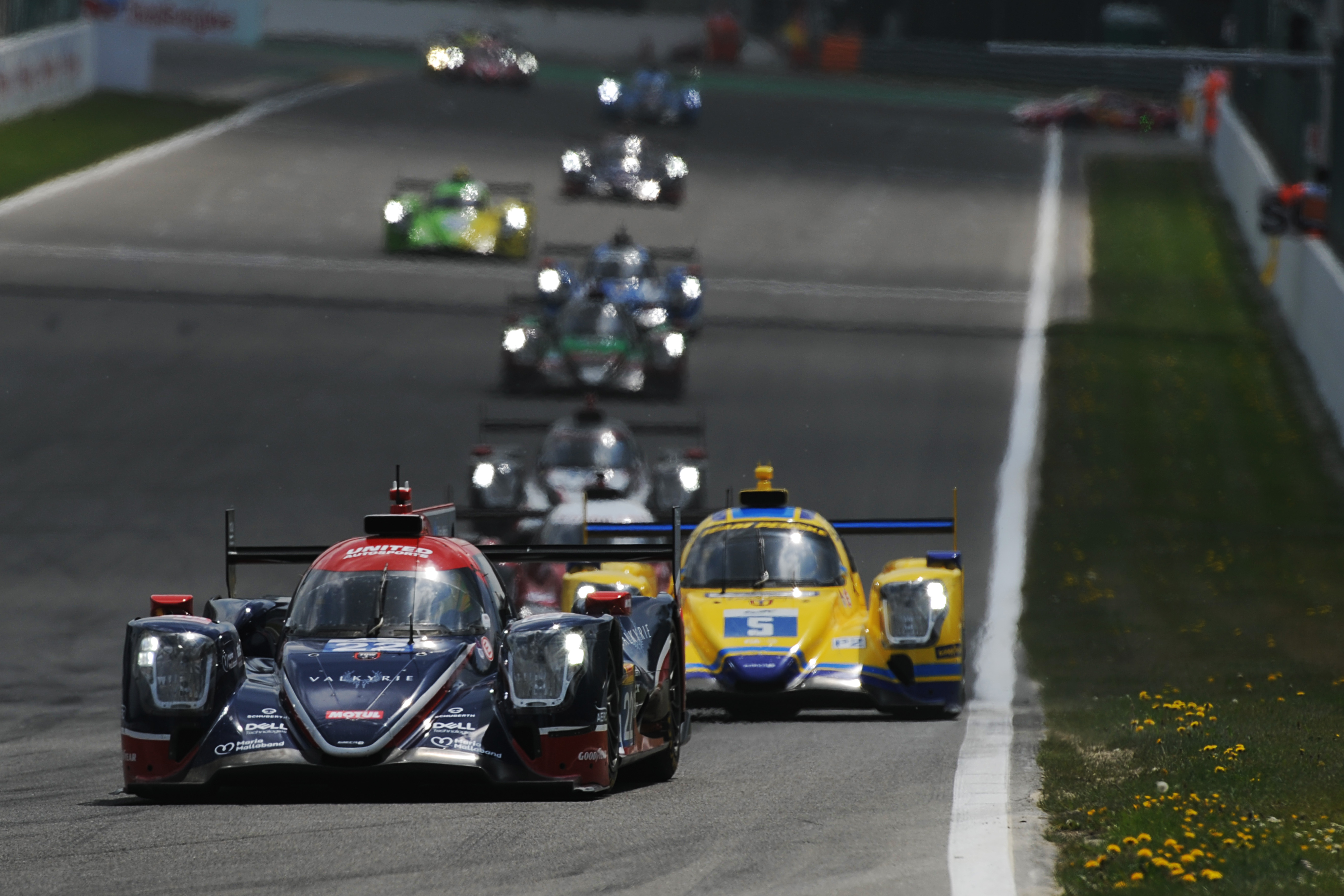
Das Feld der LMP2-Rennwagen auf der Start-und-Ziel-Geraden

Das elfte 6-Stunden-Rennen von Spa-Francorchamps, auch TotalEnergies 6 Hours of Spa-Francorchamps, fand am 7. Mai 2022 auf dem Circuit de Spa-Francorchamps statt und war der zweite Wertungslauf der FIA-Langstrecken-Weltmeisterschaft dieses Jahres.

## Das Rennen
Wechselhaftes Wetter mit Phasen von Starkregen beeinflusste den Ablauf des 6-Stunden-Rennens. Dreimal musste das Rennen mit der Roten Flagge abgebrochen werden, außerdem kam sechsmal das Safety-Car auf die Strecke und fünfmal wurde das Starterfeld durch Full Course Yellow eingebremst. Die schnellste Rundenzeit in der Hypercar- und LMP2-Qualifikation erzielte Olivier Pla im Glickenhaus SCG 007 LMH. Es war die erste Pole-Position für das Rennteam von James Glickenhaus bei einem Rennen der FIA-Langstrecken-Weltmeisterschaft.
Auch im Rennen führte Olivier Pla die erste Stunde vor den beiden Toyota GR010 Hybrid von Sébastien Buemi und Mike Conway, ehe die beiden Hybrid-Rennwagen am Glickenhaus vorbei in Führung gingen. Die erste Rote Flagge löste Miroslav Konôpka aus, der zwischen den Kurven 12 und 13 einen schweren Unfall hatte und dabei fast den führenden Toyota von Buemi mitriss. Während sich die Fahrzeuge auf der Start-und-Ziel-Linie aufstellten, begann es stark zu regnen, und als der Rennleiter das Rennen wieder freigab, ließ sich der Toyota von Buemi zunächst nicht starten. Nach wenigen Kilometern rollte der Wagen aus. Dazu Pascal Vasselon, der Technische Direktor von Toyota Gazoo Racing: „Wir wussten also bereits, dass wir Schwierigkeiten hatten, von der Linie wegzukommen, und wir wussten, dass es ein ernstes Problem gab. Wir setzen die Systeme immer zurück, um zu versuchen, die Alarme zu löschen. Das System ging also in den Alarmzustand über. Einige Alarme sind echt, andere sind mit Schutzmaßnahmen verbunden. Wir schalten das System immer wieder aus und ein, um zu sehen, ob es sich erholt. Das haben wir schon mehrmals gemacht. Wir haben versucht, das Problem zu lindern, aber am Ende war es nicht möglich. Es ist eindeutig ein ernstes Problem. Das erste Mal, dass wir ein fundamentales Hybridproblem haben.“
Weitere Unfälle – unter anderem von Alex Brundle im Oreca 07 – und immer wieder einsetzender Starkregen zerstückelten das Rennen, das zwischendurch von Robin Frijns in einem LMP2-Wagen angeführt wurde. Am Ende siegte der zweite Toyota GR010 Hybrid mit Mike Conway, Kamui Kobayashi und José María López vor dem Alpine A480 von André Negrão, Nicolas Lapierre und Matthieu Vaxivière. Die Glickenhaus-Mannschaft verlor den dritten Gesamtrang durch einen verpatzten Boxenstopp, als nach dem Regen Trockenreifen statt Intermediates montiert wurden. Durch einen dadurch notwendigen weiteren Stopp fiel das Team an die neunte Stelle zurück.

## Ergebnisse

### Schlussklassement
| Pos.        | Klasse    | Nr. | Team                      | Fahrer                                                 | Fahrzeug                 | Runden |
| ----------- | --------- | --- | ------------------------- | ------------------------------------------------------ | ------------------------ | ------ |
| 1           | LMH       | 7   | Toyota Gazoo Racing       | Mike Conway Kamui Kobayashi José María López           | Toyota GR010 Hybrid      | 103    |
| 2           | LMH       | 36  | Alpine Elf Matmut         | André Negrão Nicolas Lapierre Matthieu Vaxivière       | Alpine A480              | 103    |
| 3           | LMP2      | 31  | Team WRT                  | Sean Gelael Robin Frijns René Rast                     | Oreca 07                 | 103    |
| 4           | LMP2      | 41  | RealTeam by WRT           | Rui Andrade Ferdinand Habsburg Norman Nato             | Oreca 07                 | 103    |
| 5           | LMP2      | 38  | Jota                      | Roberto González António Félix da Costa Will Stevens   | Oreca 07                 | 103    |
| 6           | LMP2      | 5   | Team Penske               | Dane Cameron Emmanuel Collard Felipe Nasr              | Oreca 07                 | 103    |
| 7           | LMP2      | 22  | United Autosports USA     | Philip Hanson Filipe Albuquerque Will Owen             | Oreca 07                 | 103    |
| 8           | LMP2      | 23  | United Autosports USA     | Alex Lynn Oliver Jarvis Josh Pierson                   | Oreca 07                 | 103    |
| 9           | LMH       | 708 | Glickenhaus Racing        | Olivier Pla Romain Dumas Luís Felipe Derani            | Glickenhaus SCG 007 LMH  | 102    |
| 10          | LMP2      | 9   | Prema Orlen Team          | Robert Kubica Louis Delétraz Lorenzo Colombo           | Oreca 07                 | 102    |
| 11          | LMGTE-Pro | 51  | AF Corse                  | Alessandro Pier Guidi James Calado                     | Ferrari 488 GTE Evo      | 102    |
| 12          | LMGTE-Pro | 92  | Porsche GT Team           | Michael Christensen Kévin Estre                        | Porsche 911 RSR-19       | 102    |
| 13          | LMGTE-Pro | 52  | AF Corse                  | Miguel Molina Antonio Fuoco                            | Ferrari 488 GTE Evo      | 102    |
| 14          | LMP2      | 1   | Richard Mille Racing Team | Lilou Wadoux Sébastien Ogier Charles Milesi            | Oreca 07                 | 101    |
| 15          | LMP2      | 83  | AF Corse                  | François Perrodo Nicklas Nielsen Alessio Rovera        | Oreca 07                 | 101    |
| 16          | LMP2      | 10  | Vektor Sport              | Nico Müller Ryan Cullen Sébastien Bourdais             | Oreca 07                 | 101    |
| 17          | LMP2      | 45  | Algarve Pro Racing        | Steven Thomas James Allen René Binder                  | Oreca 07                 | 101    |
| 18          | LMGTE-Pro | 64  | Corvette Racing           | Tommy Milner Nick Tandy                                | Chevrolet Corvette C8.R  | 101    |
| 19          | LMP2      | 35  | Ultimate                  | Jean-Baptiste Lahaye Matthieu Lahaye François Hériau   | Oreca 07                 | 100    |
| 20          | LMGTE-Pro | 91  | Porsche GT Team           | Gianmaria Bruni Richard Lietz                          | Porsche 911 RSR-19       | 100    |
| 21          | LMGTE-Am  | 77  | Dempsey-Proton Racing     | Christian Ried Sebastian Priaulx Harry Tincknell       | Porsche 911 RSR-19       | 99     |
| 22          | LMGTE-Am  | 33  | TF Sport                  | Ben Keating Henrique Chaves Marco Sørensen             | Aston Martin Vantage AMR | 199    |
| 23          | LMGTE-Am  | 98  | Northwest AMR             | Paul Dalla Lana David Pittard Nicki Thiim              | Aston Martin Vantage AMR | 99     |
| 24          | LMGTE-Am  | 54  | AF Corse                  | Thomas Flohr Francesco Castellacci Nick Cassidy        | Ferrari 488 GTE Evo      | 99     |
| 25          | LMGTE-Am  | 46  | Team Project 1            | Matteo Cairoli Mikkel Pedersen Nicolas Leutwiler       | Porsche 911 RSR-19       | 99     |
| 26          | LMGTE-Am  | 86  | GR Racing                 | Mike Wainwright Riccardo Pera Ben Barker               | Porsche 911 RSR-19       | 98     |
| 27          | LMGTE-Am  | 777 | D'station Racing          | Satoshi Hoshino Tomonobu Fujii Charlie Fagg            | Aston Martin Vantage AMR | 97     |
| 28          | LMGTE-Am  | 60  | Iron Lynx                 | Claudio Schiavoni Matteo Cressoni Giancarlo Fisichella | Ferrari 488 GTE Evo      | 97     |
| 29          | LMGTE-Am  | 88  | Dempsey-Proton Racing     | Fred Poordad Patrick Lindsey Jan Heylen                | Porsche 911 RSR-19       | 96     |
| 30          | LMGTE-Am  | 85  | Iron Dames                | Rahel Frey Michelle Gatting Doriane Pin                | Ferrari 488 GTE Evo      | 96     |
| 31          | LMGTE-Am  | 21  | AF Corse                  | Simon Mann Christoph Ulrich Toni Vilander              | Ferrari 488 GTE Evo      | 94     |
| 32          | LMGTE-Am  | 71  | Spirit of Race            | Franck Dezoteux Pierre Ragues Gabriel Aubry            | Ferrari 488 GTE Evo      | 91     |
| Ausgefallen |           |     |                           |                                                        |                          |        |
| 33          | LMGTE-Am  | 56  | Team Project 1            | Brendan Iribe Ollie Millroy Ben Barnicoat              | Porsche 911 RSR-19       | 93     |
| 34          | LMP2      | 28  | Jota                      | Oliver Rasmussen Ed Jones Jonathan Aberdein            | Oreca 07                 | 82     |
| 35          | LMP2      | 34  | Inter Europol Competition | Jakub Śmiechowski Alex Brundle Esteban Gutiérrez       | Oreca 07                 | 52     |
| 36          | LMH       | 8   | Toyota Gazoo Racing       | Sébastien Buemi Brendon Hartley Ryō Hirakawa           | Toyota GR010 Hybrid      | 29     |
| 37          | LMP2      | 44  | ARC Bratislava            | Miroslav Konôpka Tijmen van der Helm Bent Viscaal      | Oreca 07                 | 25     |

### Nur in der Meldeliste
Zu diesem Rennen sind keine weiteren Meldungen bekannt.

### Klassensieger
| Klasse    | Fahrer                | Fahrer            | Fahrer           | Fahrzeug            | Platzierung im Gesamtklassement |
| --------- | --------------------- | ----------------- | ---------------- | ------------------- | ------------------------------- |
| LMH       | Mike Conway           | Kamui Kobayashi   | José María López | Toyota GR010 Hybrid | Gesamtsieg                      |
| LMP2      | Sean Gelael           | Robin Frijns      | René Rast        | Oreca 07            | Rang 3                          |
| LMGTE-Pro | Alessandro Pier Guidi | James Calado      |                  | Ferrari 488 GTE Evo | Rang 11                         |
| LMGTE-AM  | Christian Ried        | Sebastian Priaulx | Harry Tincknell  | Porsche 911 RSR-19  | Rang 21                         |

### Renndaten
- Gemeldet: 37
- Gestartet: 37
- Gewertet: 32
- Rennklassen: 4
- Zuschauer: unbekannt
- Wetter am Rennwochenende: erst warm und trocken, dann starker regen
- Streckenlänge: 7,004 km
- Fahrzeit des Siegerteams: 6:00:31,052 Stunden
- Runden des Siegerteams: 103
- Distanz des Siegerteams: 721,412 km
- Siegerschnitt: unbekannt
- Pole Position: Olivier Pla – Glickenhaus SCG 007 LMH  (#708) – 2:02,771 = 205,377 km/h
- Schnellste Rennrunde: Mike Conway – Toyota GR010 Hybrid (#7) – 2:05,624 = 200,713 km/h
- Rennserie: 2. Lauf zur FIA-Langstrecken-Weltmeisterschaft 2022